# Alejandro Rivas Mira
Edgar Alejandro Rivas Mira, fue el fundador y máximo líder desde los inicios de ''el grupo'' en 1970 y su reorganización como el ERP en 1972 hasta que deserto en 1976.  

## Historia
Fue un estudiante universitario que junto a otros como Lil Milagro Ramírez fundaron el ''grupo'' en 1970, una pequeña célula de estudiantes idealistas de clase media alta cuyo objetivo común era establecer una lucha armada para cambiar la situación política como socioeconómica de El Salvador en el periodo militarista donde carecía de democracia y descuidaban los problemas de la nación. El grupo empezó organizando asaltos a vigilantes, robo de armas, bancos, armerías, asaltos a guardias y policías, y secuestros de empresarios a cambio de efectivo. 
En 1971 secuestran al máximo líder empresarial de la oligarquía salvadoreña: Ernesto Regalado Dueñas. El secuestro es descubierto por las autoridades y localizan el lugar, pero inmediatamente los estudiantes torturan y asesinan al empresario. Este salvajismo fue cuestionado por algunos integrantes y se cree que podrían haber cometido el crimen en estado de ebriedad o estimulados con narcóticos. Las autoridades logran capturar a un integrante y se revelan las identidades de todos los miembros con un aproximado de 40 militantes. La mayoría de ellos no soportaron la presión y desertaron, pero al año siguiente en 1972 Alejandro Rivas reorganiza el grupo con nuevos militantes y con el asalto y ejecución de dos guardias nacionales en San Salvador, se dan a conocer como el ERP.  
En 1973 el ERP se ve en la necesidad de obtener reconocimiento internacional y Alejandro Rivas negocia con el cubano Manuel Piñeiro, responsable de apoyar la expansión de los grupos radicales de izquierda en América Latina. A cambio, se negocia el ingreso como asesor de la dirección del ERP, al escritor Roque Dalton en diciembre de 1973. 
Durante el año 1974 Roque Dalton empieza a criticar los métodos militaristas de Rivas Mira, ya que este creía que dando golpes fuertes a las autoridades de seguridad la población se animaría en levantarse en armas, pero dichas aseveraciones carecían de fundamento. Roque Dalton proponía la creación de un partido político siendo Roque el propio líder y teniendo bajo su control al brazo armado el ERP. Lil Milagro Ramírez se distancio de Alejandro Rivas y empezó un romance con el poeta, las discusiones y diferencias eran irreparables entre los miembros de la dirección y en 1975 Alejandro Rivas Mira ordena el asesinato de Roque Dalton, ordenando a Joaquín Villalobos realizar la ejecución junto a otros. Este acto marco un antes y un después en el ERP: El repudio internacional y el fracaso de los objetivos de reconocimiento diplomático, la desaprobación masiva de los integrantes del ERP contra Rivas Mira y la separación del ERP en 1975 de dos agrupaciones: los trotskistas liderados por Roberto Roca que se dieron a conocer en 1978 como el PRTC y la tendencia política que se denomino el mismo año de salida como la Resistencia Nacional (RN). Ese mismo año se libro una guerra entre el ERP y la Resistencia Nacional incrementándose el numero de asesinatos, el PRTC logro llegar a un acuerdo de respeto mutuo con ambas organizaciones. El descontento y los problemas diezmaron el liderazgo de Rivas Mira y con la muerte de Rafael Arce Zablah, Alejandro Rivas decide desertar en 1976. El liderazgo del ERP queda en manos de Joaquín Villalobos, desempeñando un papel protagonista en la dirección de la ERP en la guerra civil de El Salvador.